# Guarda chi si vede (film)
Guarda chi si vede è un film del 2022 diretto da Riccardo Camilli.

## Trama
Marco è stato un padre e un marito fantastico fino a quando non perde la vita in un tragico incidente stradale che ha fatto scalpore. Benché siano passati tre anni, la moglie Claudia e la figlia Nina non hanno ancora superato il lutto e in particolare Claudia continua a vedere accanto a sé Marco e a parlare insieme a lui.

## Distribuzione
Il film è stato distribuito nelle sale cinematografiche italiane dal 16 febbraio 2022.